# Lauzon (Durance)
Der Lauzon ist ein Fluss in Frankreich, der im Département Alpes-de-Haute-Provence in der Region Provence-Alpes-Côte d’Azur verläuft. Er entspringt im Gemeindegebiet von Saint-Étienne-les-Orgues, entwässert generell in südöstlicher Richtung durch ein schwach besiedeltes Gebiet, durchquert den Regionalen Naturpark Luberon und mündet nach rund 25 Kilometern an der Gemeindegrenze von La Brillanne und Villeneuve als rechter Nebenfluss in die Durance.

## Orte am Fluss
- Montlaux